# Congregación laical

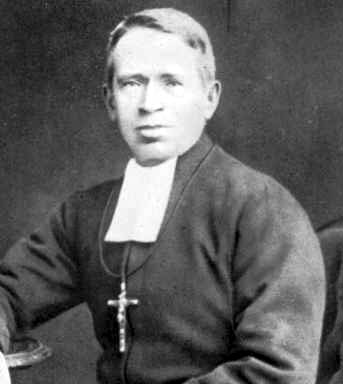
El Hermano Walfrid, miembro de la congregación laical de los Hermanos Maristas y fundador del Celtic Football Club.

En la Iglesia católica, las congregaciones laicales son institutos de vida consagrada o congregaciones religiosas, masculinas o femeninos, en el cual los miembros están obligados a pronunciar votos simples (a diferencia de en las órdenes, que se pronuncia en forma solemne) y donde los miembros ordinarios, en el caso de congregaciones masculinas, no son sacerdotes. Está previstas en el canon 588, párrafo 3 del Código de Derecho Canónico de 1983 y supervisadas por la Congregación para los Institutos de Vida Consagrada y las Sociedades de Vida Apostólica. Por lo general se dedican a actividades educativas (escuela y catequesis) u otras obras de caridad, como el cuidado de enfermos, huérfanos y presos.
Si bien en la historia de la Iglesia la vida consagrada ha asumido diversas formas de unión de laicos, desde los Padres del desierto hasta las beguinas y begardos, y la mayoría de los institutos religiosos femeninos son laicales por definición, las primeras congregaciones laicales masculinas, como tales, surgieron a finales del siglo XVII, cuando nuevas familias religiosas regularon que sus miembros no accedieran al Orden sacerdotal, como los Hermanos de las Escuelas Cristianas, fundados por San Juan Bautista de La Salle en 1682, congregación que también inspiró a los Hermanos de la Instrucción Cristiana de Ploërmel y los Hermanos Maristas.

## Congregaciones laicales masculinas
En la actualidad, las siguientes congregaciones laicales son de derecho pontificio:
- Hermanos de las Escuelas Cristianas (La Salle);
- Hermanos Cristianos;
- Hermanos de la Sagrada Familia de Belley;
- Hermanos de la Inmaculada Concepción de Maastricht;
- Hermanos de la Instrucción Cristiana de Ploërmel;
- Hermanos de Nuestra Señora de la Misericordia;
- Hermanos de la Bienaventurada Virgen María, Madre de la Misericordia (Hermanos de Tilburg);
- Maristas (Hermanitos de María);
- Hijos de la Inmaculada Concepción (Concepcionistas);
- Hermanos Celitas o Alexianos;
- Instituto de Acción Juvenil (Jean-Joseph Allemand);
- Hermanos de San Patricio;
- Hermanos de la Caridad de Gante;
- Hermanos de la Misericordia;
- Hermanos de la Presentación;
- Hermanos del Sagrado Corazón;
- Hermanos de Nuestra Señora de Lourdes;
- Hermanos de la Misericordia de María Auxiliadora;
- Hermanos Franciscanos de la Santa Cruz;
- Hermanos de la Instrucción Cristiana de San Gabriel;
- Hermanos Pobres de San Francisco Seráfico;
- Hermanos de San Luis Gonzaga;
- Hijos de la Madre de Dios de los Dolores (Doloristas);
- Hermanos de San Francisco Xavier (Hermanos Javerianos);
- Hermanos de la Tercera Orden Regular de San Francisco de Asís Mountbellew;
- Misioneros Hermanos de San Francisco de Asís;
- Hermanos de la Inmaculada Concepción de la Santísima Virgen María (Hermanos de Huijbergen);
- Hermanos de San José Benito Cottolengo;
- Hermanos Josefinos de Ruanda;
- Hermanitos de Jesús (Carlos de Foucauld);
- Hermanitos del Buen Pastor;
- Hermanos de la Tercera Orden Regular de San Francisco de Asís de Brooklyn;
- Hermanos del Sagrado Corazón de Jesús;
- Misioneras de la Caridad (hermanos de la Madre Teresa de Calcuta).